# Atentado terrorista de Baquuba de 2007
El atentado terrorista de Baquba sucedió el 25 de diciembre de 2007, y fue perpetrado por un kamikaze que se hizo explotar durante un funeral en la ciudad de Baquba, Irak. El móvil del atentado era eliminar a miembros de un grupo suníta opuesto a Al-Qaida, denominado Brigadas de la Revolución de 1920 entre los cuatro muertos figura Haj Farhan al-Baharzawi, jefe de dicho grupo.